# Ötztal
Het Ötztal is een zijdal van het Inndal dat hierin uitmondt tussen Haiming en Roppen. Het ligt in het district Imst in de Oostenrijkse deelstaat Tirol. De rivier Ötz, ook wel Ötztaler Ache genoemd, stroomt door het dal.

## Gemeenten
Sautens, Oetz, Umhausen, Längenfeld, Sölden (in volgorde van noord naar zuid).

## Geografie
Het Ötztal loopt in noord-zuidelijke richting en is met zijn 65 km lengte het langste zijdal van het Inndal. Het dal scheidt de Stubaier Alpen in het oosten van de Ötztaler Alpen in het westen. De naam van het Ötztal is ontstaan nadat Oetz als hulprechtbank van het dal werd aangewezen. Ongeveer 45 km ten westen van Innsbruck mondt de Ötztaler Ache op een hoogte van 670 m boven zeeniveau uit in de Inn, in een berglawinelandschap van de Tschirgant tussen Haiming en Roppen. Het dorpsdeel Ötztal-Bahnhof van de gemeente Haiming ontstond bij de aanleg van de Arlbergspoorlijn en vormt de ingang van het dal.
Van noord naar zuid zijn verschillende terrassen aanwezig, waarin het landschap en het klimaat varieert van uitgestrekte boomgaarden en graanvelden aan de ingang van het dal tot uitgestrekte gletsjervlakten diep in het dal. In de dalterrassen, die door kloven en vernauwingen van elkaar gescheiden zijn, strekken zich de dalbekkens van Oetz, Umhausen, Längenfeld, Sölden en Zwieselstein uit. Bij Zwieselstein splitst (Duits: zwieselt) het hoofddal zich in het Gurgltal en het Ventertal. In het Gurgltal mondt het Timmelstal uit, waarin zich Timmelsjoch, de bergpas richting Meran (Italiaans: Merano) in Zuid-Tirol, bevindt.
De terrassen ontstonden in het buitenste en middelste deel van het dal door berglawines, waardoor steenmassa's de Ötztaler Ache steeds opnieuw dwongen een ander stroombed te zoeken. Ter hoogte van Längenfeld takt nog het Sulztal af, waarin het dorp Gries im Sulztal gelegen is. Slechts ongeveer 7% van het gehele Ötztal wordt bewoond.

## Geologie
De bergen rondom het Ötztal bestaan uit paragneis en granietgneis, amfibool (ten zuiden van Längenfeld), mica (zuidelijke Ötztaler Alpen) en achter Obergurgl een kleine hoeveelheid marmer. De leien gesteenten vallen gemakkelijker uiteen en vormen zo de grondgesteldheid voor de aanwezige begroeiing. De gesteenten zijn arm aan erts.
De Ötztaler Alpen zijn verder naar het zuiden ontstaan en bij het verdere vormen van de Alpen naar het noorden verschoven. Een deel werd reeds 450 miljoen jaar geleden omgevormd, een ander deel pas ongeveer 300 miljoen jaar. De vele tongen van de Ötztalgletsjer slepen het dal tijdens de ijstijd uit tot een smal trogdal, dat door meerdere bergstortingen (Duits: Bergsturz) in terrassen werd opgedeeld. Het lange dalgedeelte tussen Längenfeld en Sölden deelt het dal in in een sneeuwarm deel gericht op het zomertoerisme in het noorden en een wintersportgebied diep in het dal.
Het meest spectaculaire bergstortingslandschap bevindt zich aan het begin van het Ötztal, waar het afgebroken rotspuin van de Tschirgant tot in Sautens in de Ötztalmonding reikt en enkel plaats biedt aan een droog dennenbos. Een ander belangrijk bergstortingslandschap is Köfels bij Umhausen. Bij deze bergstorting zou twee tot drie kubieke kilometer gesteente met een massa van 5 miljard ton zich hebben uitgestort over een vlakte van 12 km². Een deel van de steenmassa's raasde aan de andere kant van het dal de berg weer op, waardoor de Horlachbach afgesloten werd en de Stuibenfall (Tirols hoogste waterval) ontstond.
Het puimsteen (bims) dat enkel hier bij Köfels in het Ötztal werd gevonden stelde geologen lange tijd voor een raadsel. Boeren hebben het lang gebruikt als bouwmateriaal en voor het schuren van houten vaten. Oorspronkelijk werd verondersteld dat het puimsteen ontstaan was na een vulkaansuitbarsting of het gevolg was van meteorietinslag. Het huidige idee is dat bij de bergstorting, ongeveer 8700 jaar geleden, zoveel wrijvingswarmte vrijkwam dat het gneis in puimsteen is omgezet.
De gletsjers (in Noord-Tirol vaak Ferner genoemd) zijn van betekenis als wateropslag en voor de waterkracht. De Gepatschferner is een uitgestrekte gletsjer in de Ötztaler Alpen en na de Pasterze op de Großglockner de grootste gletsjer in de oostelijke Alpen. Andere grote gletsjers zijn de Gurgler Ferner, de Hintereisferner en de Große Vernagtferner. Klimaatveranderingen hebben keer op keer geleid tot het aangroeien en afsmelten van de gletsjers, maar de laatste decennia neemt de omvang van de gletsjers aanzienlijk af. In de Ötztaler Alpen zijn verder talrijke bergmeren te vinden, die zijn ontstaan na uitholling door gletsjerijs en het daaropvolgende smelten hiervan.

### Natuurgevaar
Het dal is in het verleden vaak door natuurrampen bedreigd, zoals bergstortingen (vooral vlak na de laatste ijstijd), aardverschuivingen (Duits: Erdrutsch, Mure), sneeuwlawines en hoogwater. In 1987 stond het gebied voor het laatst onder water.

### Klimaat
De Tschirgant beschermt het dal voor koude noordenwind, terwijl de wind vanuit het zuiden het dal opwarmt zodra het de bergketens weet te overstijgen. Hierdoor heeft het Ötztal een mild klimaat. De hoogteverschillen tussen de terrassen hebben ook invloed op het klimaat en de aanwezige begroeiing. Zo kunnen rond Sautens en Oetz zowaar wijngaarden en tamme kastanjebomen gedijen. Doordat het gebied in de regenschaduw van de bergen ligt, is het droogste gebied in de Alpen.

## Geschiedenis
Reeds 9000 jaar geleden trokken jagers uit de steentijd door het hooggebergte van het binnenste Ötztal. Een belangrijke vondst werd gedaan in 1991, toen op de Hauslabjoch een ijsmummie, Ötzi, uit het neolithicum gevonden werd, die ongeveer 3300 v.Chr. leefde. Het dal was toen al een hoogweidegebied.
In de rest van het Ötztal zijn tot nu toe geen vondsten uit de bronstijd of de ijzertijd gedaan. De oudste bekende volksstam die het Inndal bewoonde en zich ook aan het begin van het Ötztal vestigde, zijn de Reten. In 15 v.Chr. veroverden de Romeinen het Alpengebied en werd het Ötztal een deel van de province Raetia.
Rond 550 vermengden de vanuit het noorden afkomstige Bajuwaren zich met de oorspronkelijke bevolking. In de 12e eeuw werd de bewoning van het dal voor het eerst officieel in een document vastgelegd: Sölden werd in 1150 vermeld als Seldon, het Ötztal werd in 1163 Ezital genoemd.
Graaf Meinhard II richtte de burcht St. Petersberg bij Silz in als rechtbanks- en bestuurscentrum, onder andere voor het Ötztal. Tot de machtigste grondheren van die tijd in het gebied behoorden naast de heren van Schwangau uit Füssen ook de heren van Starkenberg uit Tarrenz, de heren van Montalban uit Meran alsook de geestelijke heren van het klooster Frauenchiemsee en het sticht Stams. De feodaalheren begonnen er alpenboerderijen, waar enkel veeteelt werd bedreven. Horigen waren een groot deel van de kaas die ze produceerden aan hun heren verschuldigd. Halverwege de 14e eeuw werden veel alpenboerderijen omgebouwd in berghutten. Slechts enkele boerderijen bleven voor hun oorspronkelijke doeleinde bestaan, zoals de Rofenhöfe bij Vent. De voorrechten die deze boerderij had (zoals belastingvrijheid) werden in 1496 door keizer Maximiliaan I bevestigd en pas in 1849 opgeheven.
Tot voor enkele decennia geleden werd er nog vlas verbouw in het dal, met name rondom Umhausen, en tot linnen verwerkt. In 1320 werd een weggetje aangelegd over de pas Timmelsjoch. In de 17e eeuw werd door het uitbreken van het Rofener IJsmeer (Duits: Rofener Eissee) het Ötztal en zelfs delen van het Inndal meerdere malen verwoest. In 1830 werd in Obergurgl een huwelijksverbod ingesteld om te voorkomen dat nieuwe families ontstonden die moesten delen in de toch al karige landbouwopbrengst. Het verbod werd in 1850 weer opgeheven. Door de karige opbrengst uit de vezelvlasteelt en de veeteelt moesten veel bewoners noodgedwongen naar elders verhuizen. Een deel ging naar Amerika, een ander deel probeerde als gastarbeider in Duitsland of Zwitserland zijn brood te verdienen. Veel kinderen trokken als Zwabenkinderen te voet over de Arlbergpas naar de kindermarkten in Zwaben.
Ötztaler schuttersgilden hebben een aandeel gehad in de oorlogsgebeurtenissen van de jaren 1809, 1848, 1859 en 1866. Hierbij ontstond een goed contact met graaf Clemens Franx Xaver van Westfalen zu Fürstenberg, die na het einde van de oorlog talrijke aristocraten samen met familie en vrienden voor vakantie naar Oetz bracht, waardoor het Ötztal een toeristische trekpleister werd. Halverwege de 19e eeuw kwam ook het alpinisme in het hooggebergte opzetten. De zogenaamde gletsjerpastoor Franz Senn, oprichter van de Deutscher Alpenverein, nam daarbij een belangrijke plaats in. In de regio werden rond deze tijd ook talrijke schuilhutten gebouwd. In 1903 kwam de weg tussen Ötztal-Bahnhof en Sölden gereed, waardoor het grootste deel van het Ötztal ontsloten werd voor verkeer.
Met het in 1919 gesloten vredesverdrag van St. Germain werd Zuid-Tirol aan Italië toebedeeld en werd de hoofdkam van de Alpen de grens tussen Italië en Oostenrijk. Het officiële grensverkeer over Timmelsjoch werd daarbij gesperd. In 1931 moest de Zwitserse wetenschapper Auguste Piccard een noodlanding maken met zijn stratosfeerballon een noodlanding maken op de Gurgler Ferner bij Obergurgl. Dit maakte het dorp bekend en leidde tot een grote toestroom van toeristen. Toen Adolf Hitler een verplichting voor het betalen van 1000 Rijksmarken instelde voor elke Duitser om Oostenrijk binnen te komen zorgde de afwezigheid van Duitse toeriseten voor een grote tegenslag in de toeristenindustrie en daarmee in de economie. Door geraffineerde propaganda en de slechte economische toestand groeide in het Ötztal de aanhang van de nationaalsocialisten, alhoewel hun vijandelijke houding ten opzichte van de kerk grote weerstand opriep bij de Ötztaler bevolking.
In de tijd na de Tweede Wereldoorlog veranderden de economische en levensomstandigheden aanzienlijk. De groeiende toeristenstroom zorgde voor een grote teruggang van de berglandbouw, die vaak onder barre omstandigheden moest worden bedreven. De toename van de toeristenindustrie bracht echter ook kritiek met zich mee, omdat zij schadelijk werd bevonden voor landschap en natuur. In 1968 werd de Timmelsjoch-Hochalpenstraße, een goed berijdbare weg over de Timmelsjoch, voor het verkeer vrijgegeven.

## Dialecten
Het Ötztal hoort tot het Tirools-Zuid-Beierse dialectgebied. Het geldt door zijn relatief lange isolement als gevolg van geografische ligging en het gebrek aan verkeersverbindingen als gevolg van de bergstortingen bij Köfels en Habichen, tot de oudste spreekvormen van het Beiers. Het noordelijke deel van het Ötztal staat daarbij nog onder invloed van het Oberinntal, het zuidelijke deel staat onder invloed van het Passeiertal (Italiaans: Val Passiria) en het Schnalstal (Italiaans: Val Senales) in Zuid-Tirol. Alleen in het midden van het Ötztal zijn de eigenheden van het oorspronkelijke dialect bewaard gebleven, wat met zijn vocalen- en accentenrijkdom lijkt op het vroege Middelhoogduits.

## Economie

### Landbouw

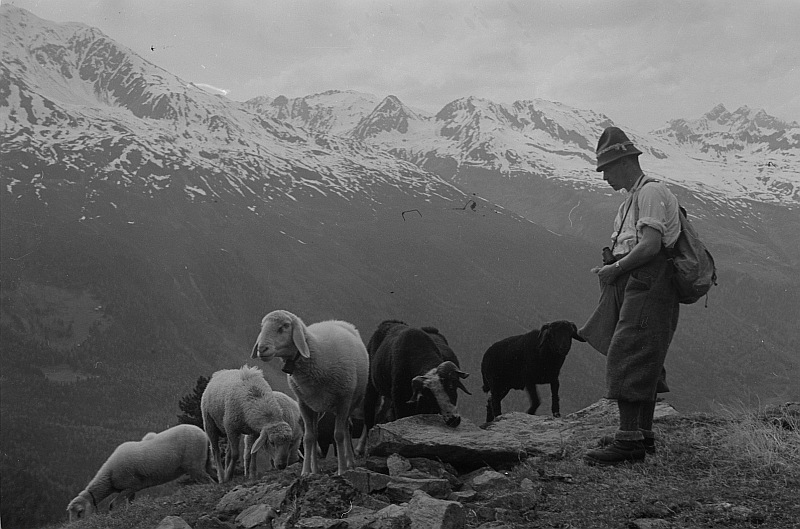
Een schaapsherder in het Ötztal, 1941

Nog slechts ongeveer 4% van de bevolking is werkzaam in de agrarische sector. Vlasteelt en -verwerking speelt geen rol meer. Op het eerste dalterras rond Oetz en Sautens wordt graan en maïs verbouwd. Verder wordt er fruitteelt bedreven, waarbij de teelt van steenvruchten, appels en peren de belangrijkste plaats inneemt. In beschermde gebieden groeien ook abrikozen, perziken, wijnranken en tamme kastanjebomen. Het akkerland beslaat 5% van de oppervlakte van de voor de landbouw gebruikte grond. In de hoger gelegen dalterrassen rondom Umhausen en Längenfeld worden enkel nog aardappelen en gerst verbouwd. In de hoogst gelegen dalterrassen rondom Sölden, Gurgl en Vent is helemaal geen akkerbouw meer. De overige 95% wordt gebruikt als weide voor het gehouden vee.
De rundveeteelt is in de laatste decennia sterk teruggelopen en het houden van schapen kwam hiervoor in de plaats. Ieder jaar worden halverwege juni drieduizend schapen vanuit het Schnalstal in Zuid-Tirol naar hun zomerweiden rondom Vent gedreven, waar ze drie maanden verblijven.
De jachtrechten werden tot 1849 door de landsvorsten verleend. Tegenwoordig liggen ze in handen van de grondeigenaren. De Ötztaler Ache en zijn zijrivieren zijn in elf visgebieden ingedeeld, die onder streng toezicht staan.

### Toerisme
Met bijna vier miljoen overnachtingen is het Ötztal het toeristencentrum van Tirol. Het Ötztal kent zowel zomer- als wintertoerisme, terwijl het zuiden van het dal zich vooral richt op de wintersport en in mindere mate op de zomerse bergsporten. Het toerisme is hiermee de belangrijkste werkgever in het dal.
Vooral mountainbiken is de afgelopen jaren in opkomst als zomers tijdverdrijf in het hele dal, mede dankzij de Ötztal Mountainbike Trail die door het gehele dal loopt en aansluit op de Inntal Radweg.
Met de komst van het outdoor-park Area 47 in 2010 is het toerisme in het dal een nieuwe weg ingeslagen en richt het zich meer en meer op sporten als canyoning, klimmen en raften.
Sinds de bouw van de eerste stoeltjeslift van Sölden naar Hochsölden in 1948 zijn de transportinstallaties voortdurend uitgebreid. In de jaren zestig werd Hochgurgl en in de jaren zeventig werden de gletsjerskigebieden op de Rettenbachferner en de Tiefenbachferner op deze manier bereikbaar. Hierdoor werd de Rettenbachferner aan het wereldbekercircuit van het alpineskiën toegevoegd. In 1975 werd de kabelbaan naar de Acherkogl bij Oetz in gebruik genomen.

### Industrie en handel
De handwerk- en industriebedrijven zijn met name afhankelijk van hun grootste opdrachtgever, de toeristenindustrie. Het grootste deel daarvan bestaat uit bedrijven in de bouwwereld (aannemers e.d.).

## Verkeer
Door het Ötztal loopt een hoofdweg, de Ötztalstraße (B186) van het Oberinntal (met een aansluiting op de Inntal Autobahn) tot aan de grens met Zuid-Tirol in Italië. Het laatste deel van deze weg tussen Hochgurgl tot aan Timmelsjoch vormt de Timmelsjoch-Hochalpenstraße, waarvoor een tolplicht bestaat. Timmelsjoch is 's winters gesloten en bovendien alleen overdag berijdbaar. Vanaf Timmelsjoch loopt de Italiaanse hoofdweg 44 via St. Leonhard in Passeier (Italiaans: San Leonardo in Passiria) naar Merano. Vanuit Oetz is een weg aangelegd naar het Sellraintal en Kühtai.
Het Ötztal is via de Arlbergspoorlijn tussen Innsbruck en Bludenz bereikbaar met het station Ötztal-Bahnhof aan het begin van het dal. De Ötztaler Verkehrsgesellschaft en de Oostenrijkse Post exploiteren buslijnen vanuit Innsbruck en Imst via dit treinstation naar Obergurgl, naar Timmelsjoch, naar de Rettenbachferner en de Tiefenbachferner bij Sölden en naar de zijdalen van het Ötztal. In de winter zijn ook skibussen beschikbaar.

## Plaatsen
(van noord naar zuid)
- Sautens
- Oetz
- Tumpen (gemeente Umhausen)
- Östen (gemeente Umhausen)
- Umhausen
- Ried (gemeente Längenfeld)
- Längenfeld
- Huben (gemeente Längenfeld)
- Sölden
- Obergurgl (gemeente Sölden)
- Hochgurgl (gemeente Sölden)
- Vent (gemeente Sölden)